# Хаветі
Хаветі (груз. ხავეთი) — село в Грузії.
За даними перепису населення 2014 року в селі проживає 276 осіб.